# Émilie Litauer
Émilie Litauer est une militante communiste née le 9 septembre 1902 à Léningrad.

## Biographie

### Enfance et formation
Émilie Litauer est la fille d’un commerçant membre du parti Cadet.
Elle fait des études de philosophie à l’Université de Friboug.

### Carrière
Elle s’installa à Paris en 1926 et obtint, en 1931, une licence de lettres (histoire, sociologie).
Elle commence à s’intéresser au marxisme. En 1928, elle fréquente un groupe d’émigrés russes appelés les Eurasiens.
Elle rejoignit l’AEAR à sa création en mars 1932, siège à son bureau, et adhère au Parti communiste.